# المعابدة
المعابدة، أحد أحياء مكة، يقع شمالي شرق مكة بوادي إبراهيم، ويبعد عن المسجد الحرام 2 كم، تبدأ حدوده من جسر الحجون إلى بدايات المشاعر على الطريق النازل من المسجد الحرام، مناخه يتبع مناخ مكة المكرمة، ويرجع نشأته كموقع قبل عهد الإسلام، أما ذكره تحت اسم (حي أو حارة المعابدة) يعود إلى القرن الثامن الهجري ووقع فيها يوم المعابدة.

## التسمية
وقد أشار (تقي الدين الفاسي) في كتابه (العقد الثمين)، وقد مر على هذا الموقع عدة أسماء قديما مثل (خيف بني كنانة)، أما عن تسميته بـ(المعابدة) فهذا النسب ينسب لامرأة اسمها (أم عابدة) وذلك في مجمل الروايات.

### أسماء أخرى
معابدة، المعابده، الأبطح، المحصّب، وادي المحصّب، خيف بنى كنانة.

## سكان حي المعابدة
يذكر الباحث التاريخي عبد الله أحمد بالعمش أحد سكان المعابدة، أن الحي سكنه عدة طوائف من أصول متنوعة، من قبائل عربية ووافدين ومهاجرين، ومن القبائل العربية الحجازية التي سكنت قبائل قريش والأشراف وهذيل ، وقبائل جنوب الحجاز، وأول من سكن الحي بنو لحيان منذ أيام الجاهلية، وتشكلت مفردات لهجاتها تباعا لتنوع سكانها، يبلغ عدد حاراتها (24) حارة عدا مواضع لم ترق لاسم حارات، ومن الحارات التي ضمتها (حارة الجعفرية، وبني عامر، وأكلب، والجميزة) نسبة لشجر الجميز الأفريقية الفرعونية المقدسة لدى الفراعنة، ومن شوارعها المستحدثة الأسماء شارع (المسجد الحرام)، وحاراته آهلة بالطوائف السكانية، والمد العمراني.

## معالم حي المعابدة
وأضاف الباحث التاريخي بالعمش أن حي المعابدة به قصور ودور اشتهرت من العهد الإسلامي، ولم يبق منها إلا ما أسس منذ عهد الأشراف والدولة السعودية، كما يوجد بها عدد من المقاهي الصغيرة والكبيرة، والمتنزهات والحدائق العامة على امتداد شوارعها، وبها أندية رياضية واجتماعية وأدبية وثقافية مثل نادي الكفاح الرياضي، والنادي الاجتماعي لمركز التنمية الاجتماعية، ونادي مكة الثقافي الأدبي، ونادي ملتقى الأحبة. وأشار بالعمش أنه سكن بقصر السقاف في العهد السعودي موحد المملكة الملك عبد العزيز آل سعود، والملك سعود بن عبد العزيز، وفي حي المعابدة سكن الملك فيصل بن عبد العزيز، رحمهم الله، ومن ثم أبناء الملك عبد العزيز الأمراء، وذلك بقصر السقاف والذي أمر عبد الله بن عبد العزيز بتسليم القصر إلى الهيئة العامة للسياحة والآثار (الهيئة العامة للسياحة والتراث الوطني حاليا) لتطويره وتأهيله لمستقبل أفضل إنسانيا واجتماعيا، واقتصاديا. وبين الباحث التاريخي بالعمش، أن حي المعابدة يضم بين جنباته مدرسة المعابدة التحضيرية الابتدائية النظامية التي أسست عام 1345هـ، وحولت بعد استكمال صفوفها في عام 1355هـ إلى المدرسة الابتدائية المحمدية، وفي عام 1380هـ أسست أول مدرسة نظامية للبنات في الجميزة بالمعابدة، وتوالت المؤسسات التعليمية لكافة المراحل الدراسية، هذا الحي اكتسب أهميته من جوانب عدة نذكر منها: موقعه الاستراتيجي على طريق قوافل الحجاج والمعتمرين العابرين نحو المشاعر والعمرة الكبرى، ويزخر بآثار إسلامية في أكثر من موقع تاريخي، وقد أشارت إليه مدونات التاريخ المعتمدة، مثل غار حراء وهو الغار الذي كان يتعبد فيه النبي محمد قبل أن يوحى إليه، وهو المكان الذي نزل الوحي فيه لأول مرة هو عبارة عن فجوة في الجبل، ويمكن لخمسة أشخاص فقط الجلوس فيه في آن واحد، والداخل لغار حراء يكون متجها نحو الكعبة كما ويمكن للواقف على الجبل أن يرى مكة وأبنيتها، حيث كان محمد بن عبدالله يتحنث ونزل عليه الوحي بكلمة (اقرأ) من سورة (العلق) كما يضم حي المعابدة مسجد الإجابة: أحد مساجد مكة، ويقع في الحي بشعبة الإجابة على يسار المتجه إلى منى، ولقد صلى في موضعه النبي محمد صلى الله عليه وسلم، وتم بناؤه في القرن الثاني الهجري.

## آثار حي المعابدة

### الجبال
- جبل النور الذي كان به غار حراء، وكان يتعبد فيه النبي محمد ﷺ وأنزل في ذلك الغار أول سورة من القرآن الكريم على سيد المرسلين.
- جبل زرود وهو جبل لم يتبق منه إلا القليل، حيث بُني على سفحه من الجهة الشرقية جامع الملك عبد العزيز، ومن الجهة الغربية مبنى مقر شرطة العاصمة المقدسة، وبجواره مسجد النوق وهي النياق من الأبل التي افتدى بها عبد المطلب بن هاشم لابنه عبد الله، ونُحرت تلك الأبل في هذا المكان وفاءً لنذر عبد المطلب وهي مائة ناقة.
- جبل خندمة الواقع في الجنوب الغربي لحي المعابدة، وعلى سفحه حي الملاوي، وقد كان له مكانة تاريخية حيث وقعت على سفحه إحدى معارك الإسلام بقيادة خالد بن الوليد.
- جبل السودان وهو الجبل الواقع في غرب حي المعابدة، والذي يفصل بين حي شعب عامر وحي المعابدة، وسُمي بجبل السودان لأن سكانه كانوا من الأخوة المواليد.
- جبل بشائر يقع في العدل، ومطل على المشاعر من الجهة العليا، وعلى مشعر منى خاصةً على يمين الذاهب إلى الشرائع.
- إذخر وجليل وهما الجبلان المتقابلان أحدهما يقع في منتهى ريع ذاخر مقابل شارع الحج وسمي بحي ريع ذاخر لوجود جبل إذخر، أما جليل فهو في نهاية شارع الحج وسمي بهذا الاسم نسبةً لجبل جليل، وكان بين الجبلين يرعى بلال بن رباح أغنامه، وكان يتغنى بهما وهو في المدينة مع رسول الله، وحينما أشتدت به الحمى وهو بالمدينة المنورة أنشد قائلاً:

- جبل القلعة يوجد على قمته قلعة حصينة بُنيت في عهد الدولة العثمانية.

### الأماكن المشهورة
- حوض أبي طالب
- قصر البياضية
- الأبطح
- قصر الشيبي
- ساحة زرود
- دكة الملك عبد العزيز رحمهُ الله
- مضياف الملك عبد العزيز.[2]

## انظر ايضاً
- مكة المكرمة
- الشامية
- القشاشية

## وصلات خارجية
- .. الحي الملكي وطريق عبرته قوافل الحجاج والمعتمرين.